# قره‌گوزلو (اهر)
قراگوز یکی از روستاهای استان آذربایجان شرقی است که در دهستان ورگهان بخش مرکزی شهرستان اهر واقع شده‌است.این روستا ۳۰ نفر جمعیت دارد.جمعیت ساکن روستا از سادات موسوی میباشند.